# Rymiś
Rymiś (ang. Teddles, 2019) –  brytyjski krótkometrażowy serial animowany, emitowany od września 2019.

## Fabuła
Miś Rymiś i jego przyjaciele zamieszkują pokój zabaw, gdzie miło spędzają czas oraz poznają świat i rządzące nim zasady. Dzięki krótkim rymowankom oraz ciekawym piosenkom każdego dnia odkrywają coś nowego. Podczas spotkań z dziećmi ożywione kukiełki opowiadają m.in. dlaczego warto myć zęby oraz sprzątać.

## Wersja polska
Wersja polska: Studio Sonica
Wystąpili:
- Aleksander Orsztynowicz-Czyż – Rymiś
- Paweł Ciołkosz – pamperek (odc. 2)
- Dariusz Odija

i inni